# Ana María Busquets Nel·lo
Ana María Busquets (Barcelona, 1935) és una periodista colombiana d'origen català vídua del periodista i director del diari El Espectador, Guillermo Cano Isaza i Presidenta de la Fundació Guillermo Cano Isaza, creada deu anys després de l'assassinat del seu espòs i on treballa per la defensa i la promoció de la llibertat de premsa al món. Gran part de la seva vida ha estat dedicada al periodisme vinculada al diari El Espectador on escrivia sobre joventut i on va participar en les pàgines editorials durant 12 anys. També va escriure en el diari El Vespertino.
Va arribar a Colòmbia als quatre anys, després que els seus pares decidissin sortir d'Espanya després de la Guerra Civil, on va iniciar els seus estudis en un col·legi de monges on va estar per poc temps, fins que va ingressar al Col·legi Nuevo Gimnasio. Va conèixer a Guillermo Cano Isaza en 1950 amb qui es va casar el 1953, amb 17 anys. Té cinc fills: Juan Guillermo, Fernando, Ana María, María José i Camilo Cano Busquets.
L'any 2014 va contradir a l'expresident Álvaro Uribe Vélez, qui va assegurar durant un debat amb Iván Cepeda, haver estat molt amic del seu espòs mort, Guillermo Cano.